# خوخ بادي
الخوخ البادي (الاسم العلمي: prunus padus) هو النباتات المزهرة في عائلة الورد ورديات. إنه نوع من الكرز، شجرة صغيرة نفضية أو شجيرة كبيرة يصل طولها إلى 16 مترا. هذا هو نوع من أنواع Padus، التي لها أزهار في شمراخ. موطنها شمال أوروبا وشمال آسيا

## توزيع
تعتبر خوخ بادي موطنها شمال أوروبا وتمتد على خطوط العرض الوسطى في آسيا، بما في ذلك اليابان. يشمل توزيعها الجزر البريطانية والدنمارك والنرويج والسويد وفنلندا وروسيا وأوكرانيا وفرنسا وإسبانيا والبرتغال وإيطاليا الشمالية والنمسا ومنطقة البلقان. شجرة ماي داي وفيرة كنوع تم إدخاله في أنكوراج، ألاسكا، بعد أن تم زرعها بأعداد كبيرة من قبل الحدائق والمنازل.

## وصف
الثمرة قابضة بسبب محتوى التانين 
- الطيور الكرز الأوروبي Prunus padus var. padus، أوروبا وغرب آسيا.
- الطيور الكرز الآسيوية. commutata، شرق آسيا.

## علم البيئة

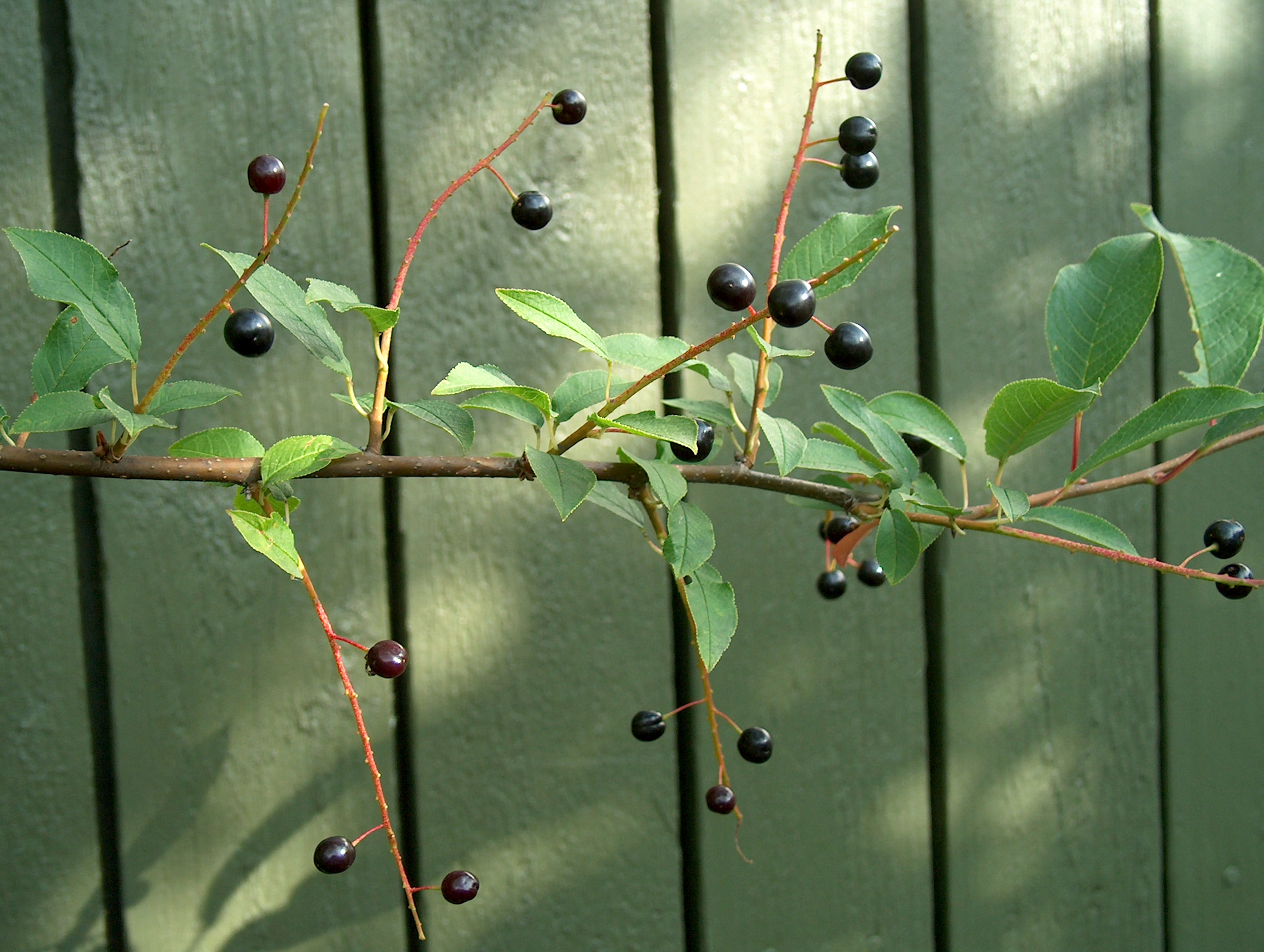
طيور الكرز (دروبس)

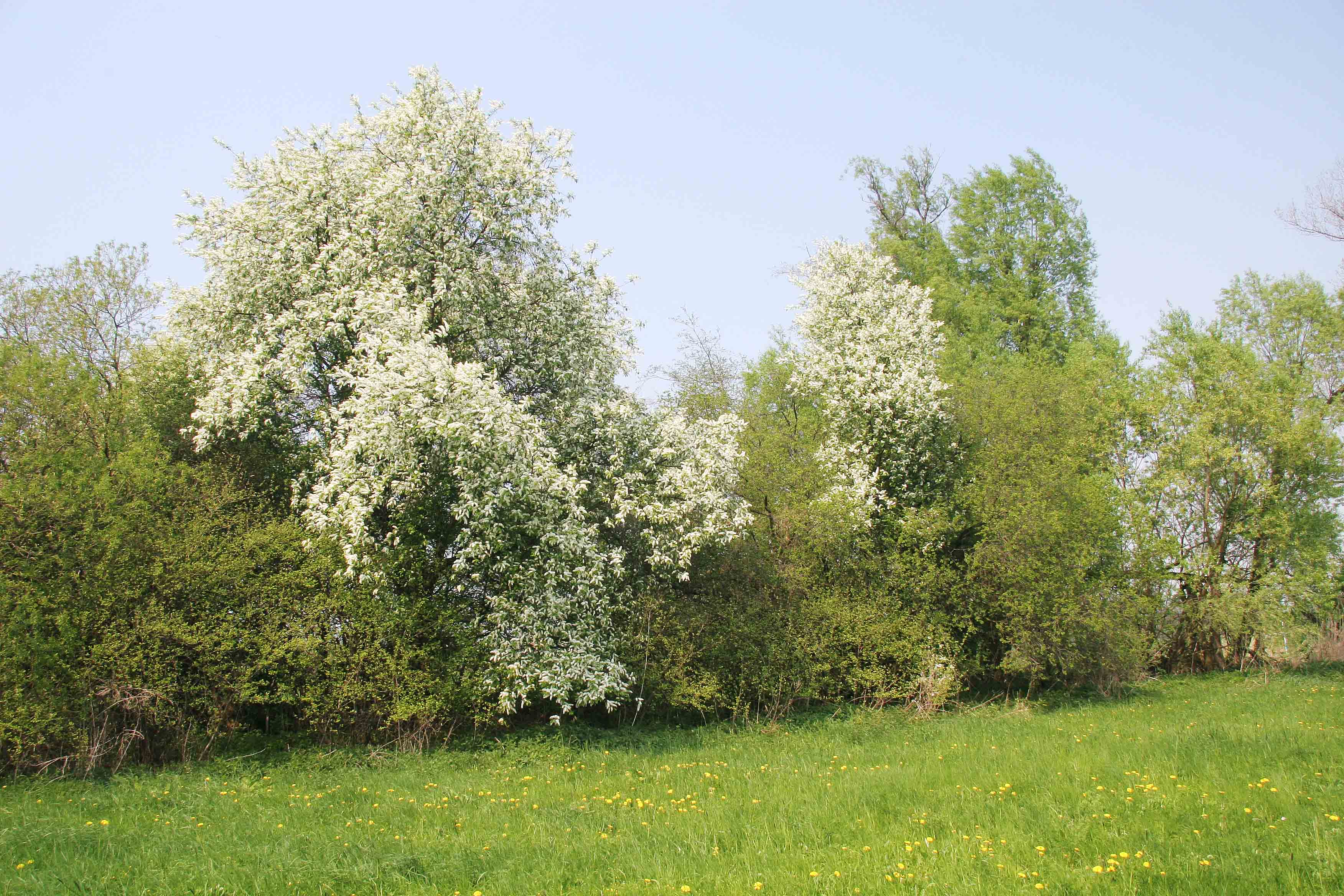
شجرة الكرز الطيور في إزهار كامل

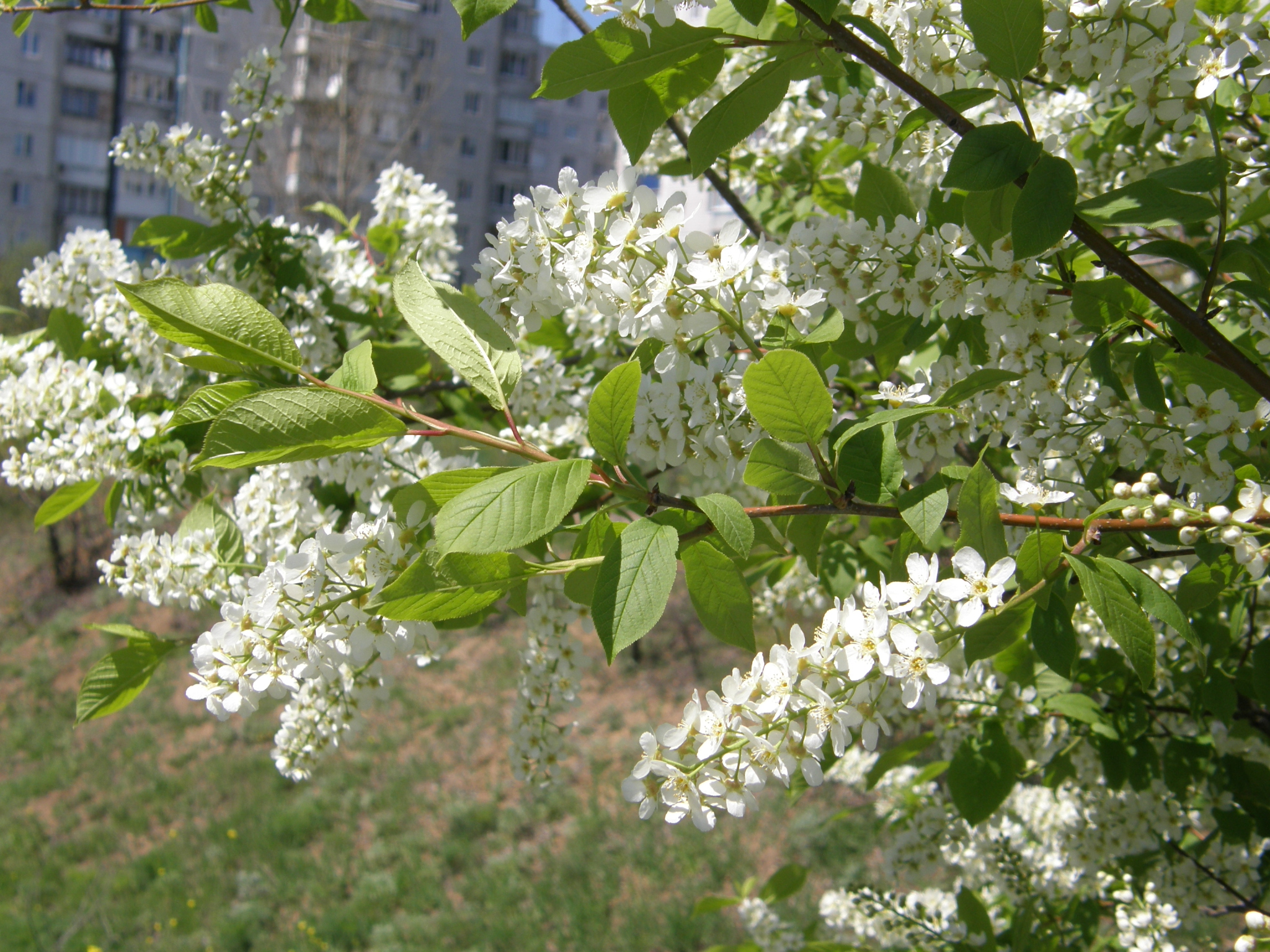
شجرة الإختراق تتفتح في دونيتسك، أوكرانيا

الزهور خنثى وتلقيحها بالنحل والذباب. يتم أكل الفاكهة بسهولة من قبل الطيور، التي لا تتذوق قابض الذوق مثل غير سارة.
تستخدم فراشة ermine ermine ( Yponomeuta evonymella ) كرز الطيور كنبات مضيف لها، ويمكن لليرقات أن تأكل أشجارًا واحدة بلا أوراق.

## سم
و جليكوسيدات prulaurasin و أميغدالين، التي يمكن أن تكون سامة للبعض الثدييات، موجودة في بعض أجزاء من P.   padus، بما في ذلك الأوراق والسيقان والفواكه. 

## الاستخدامات
نادراً ما تُستخدم ثمار هذه الشجرة في أوروبا الغربية، ولكن ربما كان يُتناول شائعًا في أقصى الشرق. وفقًا لكتاب هيرودوت قبل حوالي 2500 عام، فإن سباقًا غريبًا من الرجال والنساء، كلهم أصلع منذ ولادتهم، والذين يعيشون في ما قد يكون سفوح جبال الأورال، اختاروا ثمارًا بحجم حبة شجرة تسمى «بونتيك» لصنع يصنع عصير أسود من، ومن بقايا الفاكهة المتبقية، طبقًا يشبه الكيك، ويعد هذا العصير والكعك بمثابة القوت الرئيسي لشعوب الصلع. وفقًا لـ AD G o d l e y، وهو مترجم لأعمال Herodotus التي نُشرت في أوائل العشرينات من القرن العشرين، يُقال إن القوزاق يصنعون عصيرًا مشابهًا من خوخ بادي، ويسمي هذا العصير اسمًا مماثلًا كما يطلق عليه الرجال الأصلع العصير الخاص بهم وفقًا لتجار السكيثيين وفقا لهيرودوت. 
تم استخدامه طبيًا خلال العصور الوسطى. [بحاجة لتوضيح]
كان من المفترض أن لحاء الشجرة، عند الباب، لدرء الطاعون.
تُباع مجموعة متنوعة من قطع الأشجار كزينة للزينة في أمريكا الشمالية تحت اسم Mayday الشائع. إنه ذو قيمة لقوته وربيعه الربيعي العطر والأزهار البيضاء.  لا يرتبط اسم Mayday tree العادي بإشارة الاستغاثة Mayday حيث كان اسم الشجرة قيد الاستخدام قبل اعتماد Mayday كإشارة استغاثة دولية. 
أبلغ السكان الأصليون لـ A d v i e في شمال شرق اسكتلندا عن وجود محرمة على استخدام خشب التوت (أو h a g b e r r y) في شمال شرق اسكتلندا، حيث تم اعتبارها «شجرة سحرة». 
1. ↑  The IUCN Red List of Threatened Species 2022.2 (بالإنجليزية), 9 Dec 2022, QID:Q115962546
2. 1 2  Carolus Linnaeus (1753), Species Plantarum: Exhibentes plantas rite cognitas ad genera relatas (باللاتينية), vol. 1, p. 473, QID:Q21856106
3. ↑  أرمناك ك. بديفيان (2006)، المعجم المصور لأسماء النباتات: ويشمل النباتات الاقتصادية والطبية والسامة ونباتات الزينة وأهم الحشائش والأعشاب (بالعربية واللاتينية والأرمنية والإنجليزية والفرنسية والألمانية والإيطالية والتركية)، القاهرة: مكتبة مدبولي، ص. 488، OCLC:929657095، QID:Q117464906
4. ↑  "ترجمة و معنى prunus padus بالعربي في قاموس المعاني. قاموس عربي انجليزي مصطلحات صفحة 1". web.archive.org. 19 أبريل 2019. مؤرشف من الأصل في 2020-05-30. اطلع عليه بتاريخ 2019-04-19.{{استشهاد ويب}}:  صيانة الاستشهاد: BOT: original URL status unknown (link)
5. ↑  Anderberg، Arne. "Den virtuella floran:Prunus padus". Naturhistoriska riksmuseet. مؤرشف من الأصل في 2016-03-03. اطلع عليه بتاريخ 2018-11-22.
6. ↑  "Bird cherry (Prunus padus)". Science & Plants for Schools (U.K.). مؤرشف من الأصل في 2018-12-25.
7. ↑  N.D.Sargison; D.S.Williamson; J.R.Duncan; R.W.McCance (1996). "Prunus Padus (bird cherry) poisoning in cattle". Veterinary Record. ج. 138: 188. DOI:10.1136/vr.138.8.188. مؤرشف من الأصل في 2015-09-27. …stems, leaves and fruits of P. padus contain the glycosides prulaurasin and amygdalin…{{استشهاد بدورية محكمة}}:  صيانة الاستشهاد: أسماء متعددة: قائمة المؤلفين (link)
8. ↑  "Herodotus, IV.23". Loeb Classical Library at LacusCurtius. مؤرشف من الأصل في 2023-05-31.
9. ↑   http://www1.agric.gov.ab.ca/$department/deptdocs.nsf/all/agdex1000؟opendocument نسخة محفوظة 02 ديسمبر 2017 على موقع واي باك مشين.
10. ↑   The London Journal: and Weekly Record of Literature، Science، and Art، Volume 32، page 475
11. ↑   والتر غريغور [الإنجليزية] ، " بعض الفولكلور من الأشجار والحيوانات والصيد في نهر من شمال شرق اسكتلندا " The Folk-Lore Journal المجلد 7 ، 1889. ص. 41.

## روابط خارجية
- وسادة الشوكة  - المعلومات ووحدات الحفظ الجيني والموارد ذات الصلة. برنامج الموارد الوراثية الحرجية الأوروبية (EUFORGEN)